# Paget Brewster
Paget Valerie Brewster (Concord, 10 de março de 1969) é uma atriz e cantora estadunidense.
O seu primeiro papel de destaque foi na 4ª temporada da série Friends onde interpretava Kathy, namorada de Joey e posteriormente de Chandler. Outro papel de destaque foi na série Criminal Minds onde interpreta a agente especial da Unidade de Análise Comportamental do FBI Emily Prentiss até 2012. Ela voltou a série em caráter fixo em 2016, na 12ª Temporada.

## Vida Pessoal
Em 29 de novembro de 2014 em Los Angeles se casou com Steve Damstra. O casamento foi oficiado pelo melhor amigo de ambos Matthew Gray Gubler (parceiro p.p de elenco de Criminal Minds com Paget).

## Filmografia
- Law & Order: Special Victims Unit como Paula Foster (2 episódios, 2013)
- Criminal Minds como Emily Prentiss (2006-2012, 2016-2020)[1]

"Modern family" como trish (temporada 4) 
(Episódio 20)
- American Dad! como Thundercat, Michelle (Angel), Michelle (Christmas Past) (7 episódios, 2005-2008)
- Harvey Birdman, Attorney at Law como Birdgirl (8 episódios, 2005-2007)
- Sublime (2007) (V) como Andrea
- Law & Order: Special Victims Unit como Sheila Tierney (1 episódio, 2007)
- A Perfect Day (2006) (TV) como Allyson Harlan
- Stacked as Charlotte (3 episódios, 2005-2006)
- Unaccompanied Minors (2006) como Valerie Davenport
- Kidney Thieves (2006) como Melinda
- Huff como Beth Huffstodt (24 episódios, 2004-2006)
- The Big Bad Swim (2006) como Amy Pierson
- Cyxork 7 (2006) como Bethany Feral
- Drawn Together (1 episódio, 2006)
- Lost Behind Bars (2006) (TV) como Lauren Wilde
- Duck Dodgers como Rona Vipra (2 episódios, 2005)
- Amber Frey: Witness for the Prosecution (2005) (TV) como Carol Carter
- My Big Fat Independent Movie (2005) como Julianne
- Man of the House (2005/I) como Binky
- Two and a Half Men como Jamie Eckleberry (1 episódio, 2005)
- Andy Richter Controls the Universe como Jessica Green (19 episódios, 2002-2004)
- Eulogy (2004) como Tia Lily
- Rock Me, Baby como Debbie (1 episódio, 2004)
- Time Belt como Colonel Jocelyn Anchor (1 episódio, 2003)
- Brainwarp (2003) (V) como Lipstikk
- The Snobs (2003) (TV)
- Now You Know (2002) como Lea
- George Lopez como Ginger (1 episódio, 2002)
- Raising Dad como Tracy (1 episódio, 2001)
- Skippy (2001) como Julie Fontaine
- DAG como Patti Donovan (1 episódio, 2001)
- Last Dance (2001) (TV)
- Agent 15 (2001) como Agent 15
- Hollywood Palms (2001) como Phoebe
- The Trouble with Normal como Claire Garletti (11 episódios, 2000)
- One True Love (2000) (TV) como Tina
- The Specials (2000) como Ms. Indestructible
- The Adventures of Rocky & Bullwinkle (2000) como Jenny Spy
- The Powerpuff Girls (2000-2021) (TV) como Additional voices
- Love & Money como Allison Conklin (1 episódio, 1999)
- The Expert (1999) série de TV como protagonista
- Desperate But Not Serious (1999) como Frances
- Max Q (1998) (TV) como Rena Winter
- Godzilla: The Series (1998) série de TV como Audrey Timmonds
- Let's Talk About Sex (1998/I) como Michelle
- Friends como Kathy (6 episódios, 1997-1998)
- DuckTales (2017) como Dumbella Pato